# ルイ＝ミシェル・ヴァン・ロー
ルイ＝ミシェル・ヴァン・ロー（Louis-Michel van Loo、1707年3月2日 - 1771年3月20日 ）は18世紀のフランスの画家である。

## 略歴
トゥーロンで生まれた。18世紀に多くの画家を輩出したヴァン・ロー家の出身で、父親のジャン＝バティスト・ヴァン・ローは肖像画家として知られている。弟に画家になったが若くして亡くなったフランソワ・ヴァン・ロー(François van Loo:1708-1732)と肖像画家として活躍したシャルル＝アメデー＝フィリップ・ヴァン・ロー(Charles Amédée Philippe van Loo:1719-1795)がいる。
父親から絵画を学び、1725年に王立絵画彫刻アカデミーの賞を受賞し、1727年から1732年の間は叔父のシャルル＝アンドレ・ヴァン・ローとローマで修行した。
1736年にスペイン王フェリペ5世の宮廷画家になり、多くのフェリペ5世の家族の肖像画を描いた。1752年にマドリードに創立された王立サン・フェルナンド美術アカデミーの創立会員となった。
1753年にフランスに戻り、フランスではルイ15世の肖像画も描いた。1765年に叔父の後任として王立特待生学校(École royale des élèves protégés)の校長となった。

## 作品

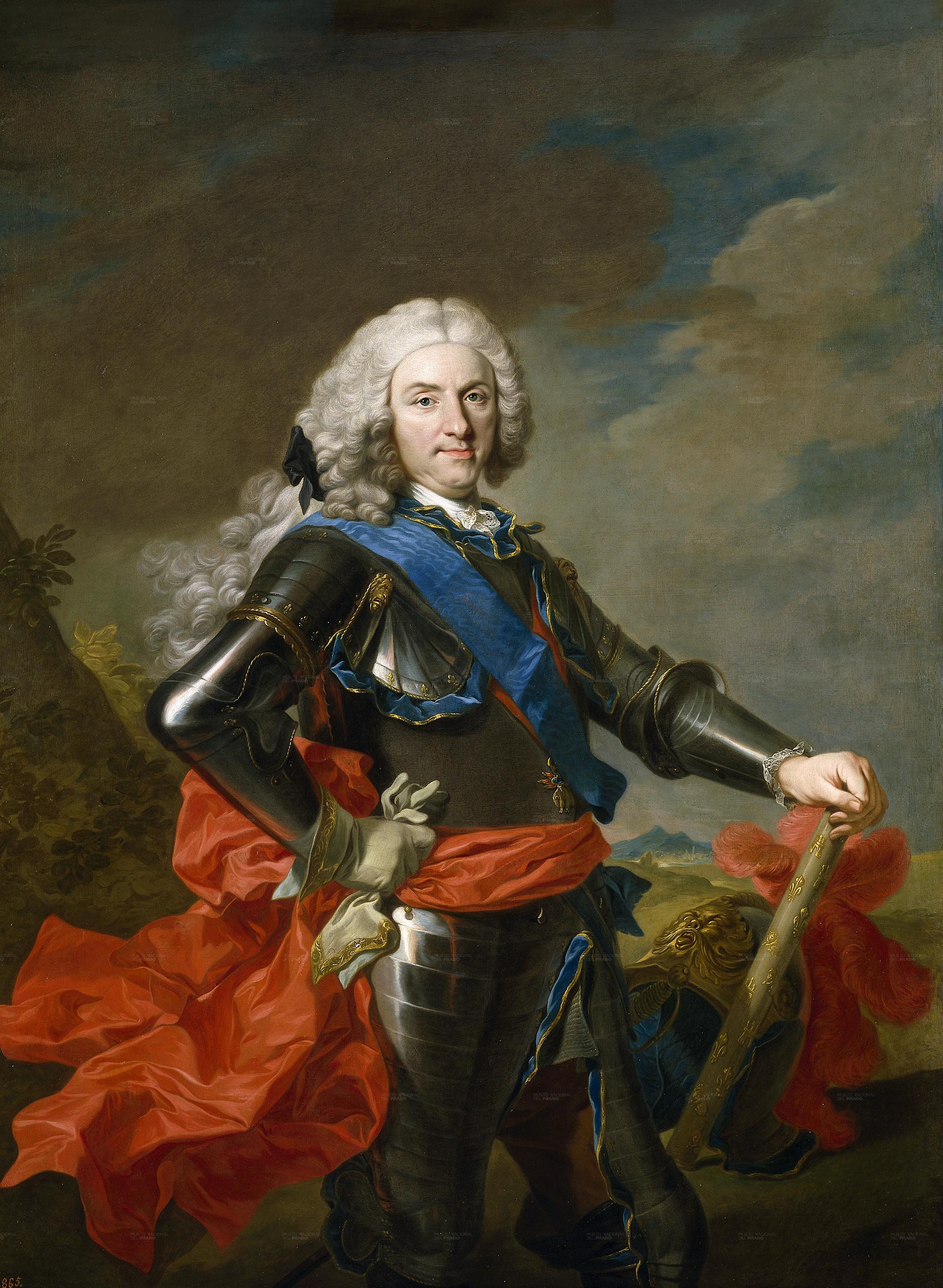
フェリペ5世 プラド美術館 (1739年以前)
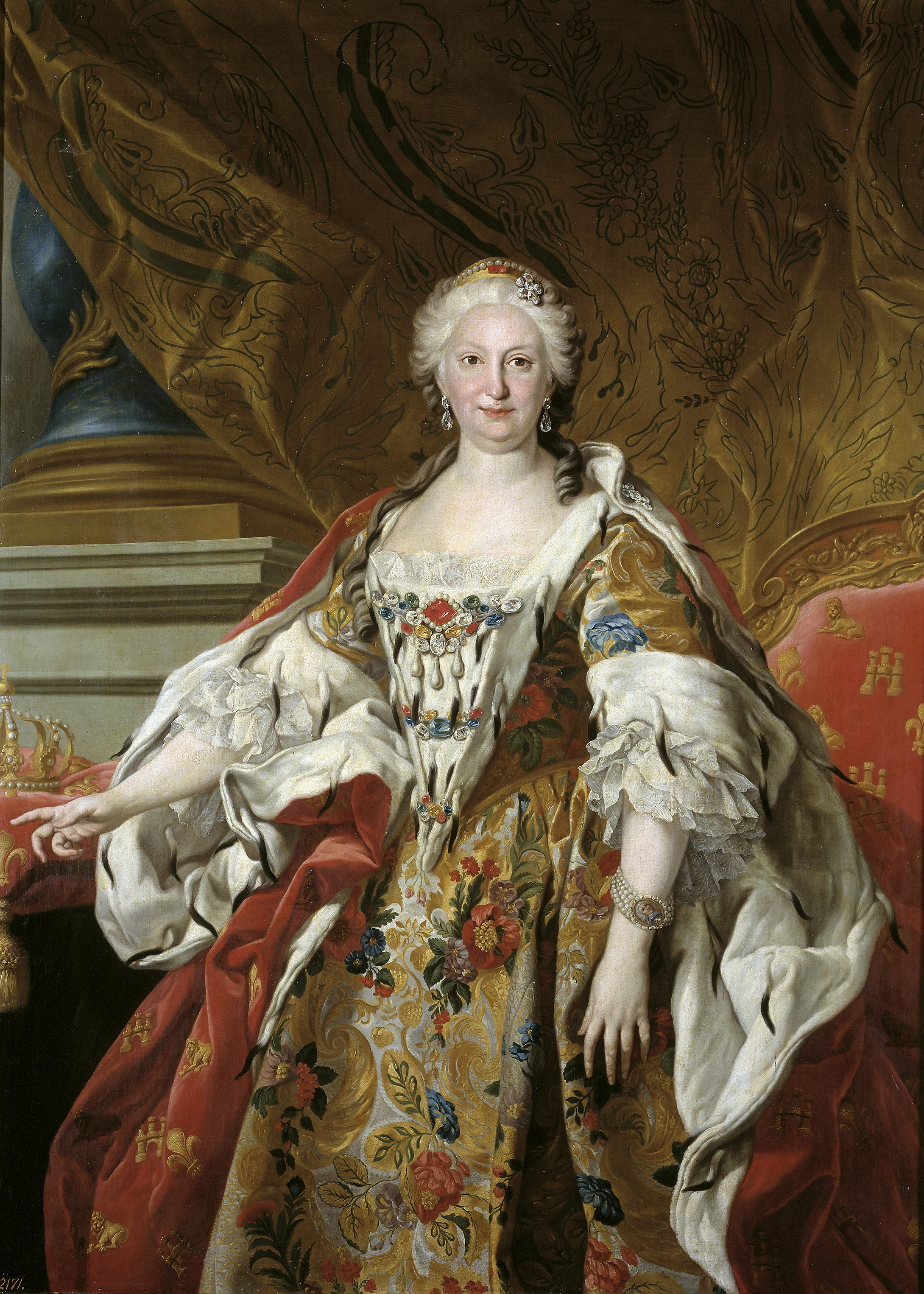
エリザベッタ・ファルネーゼ プラド美術館 (1739年以前)
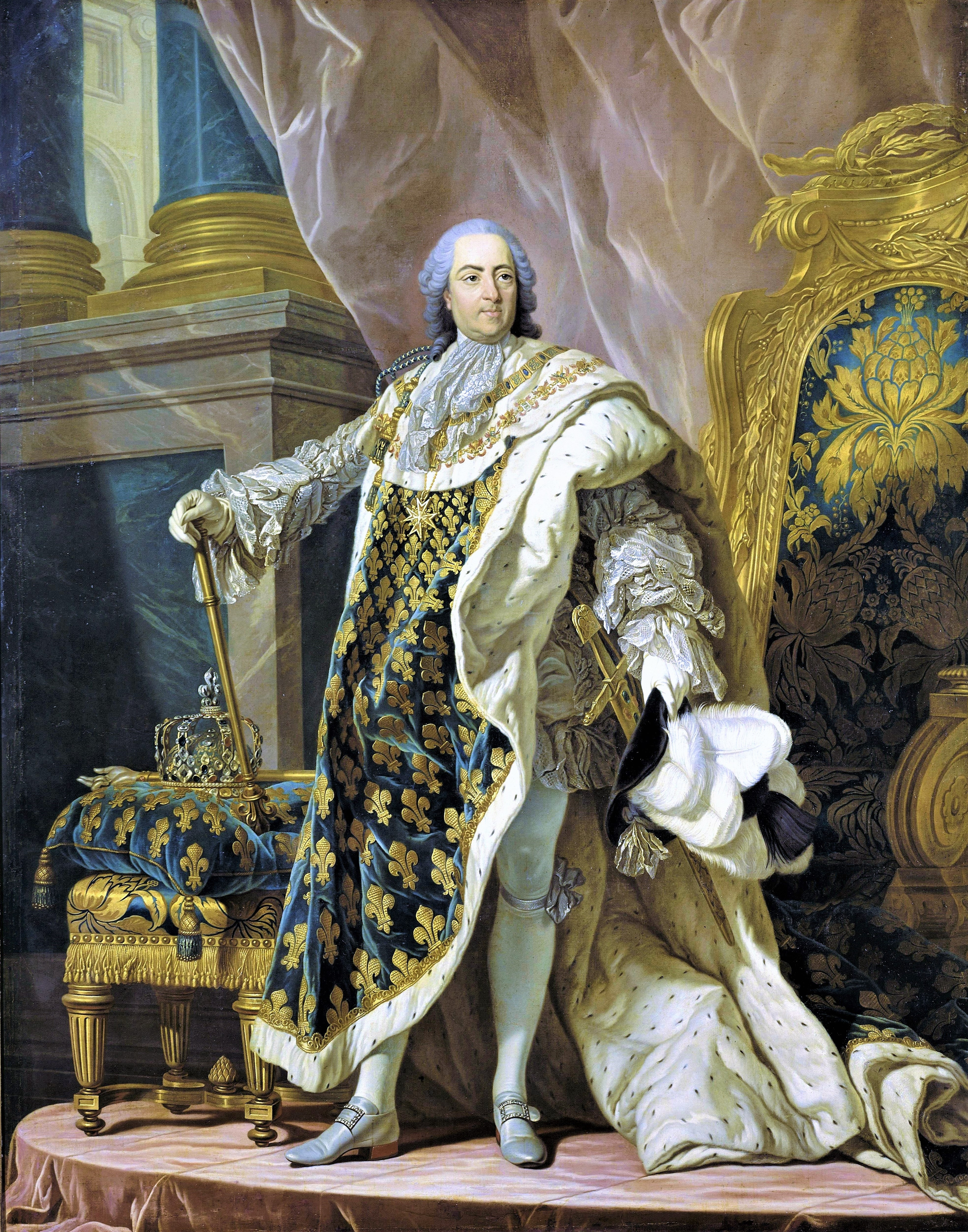
ルイ15世
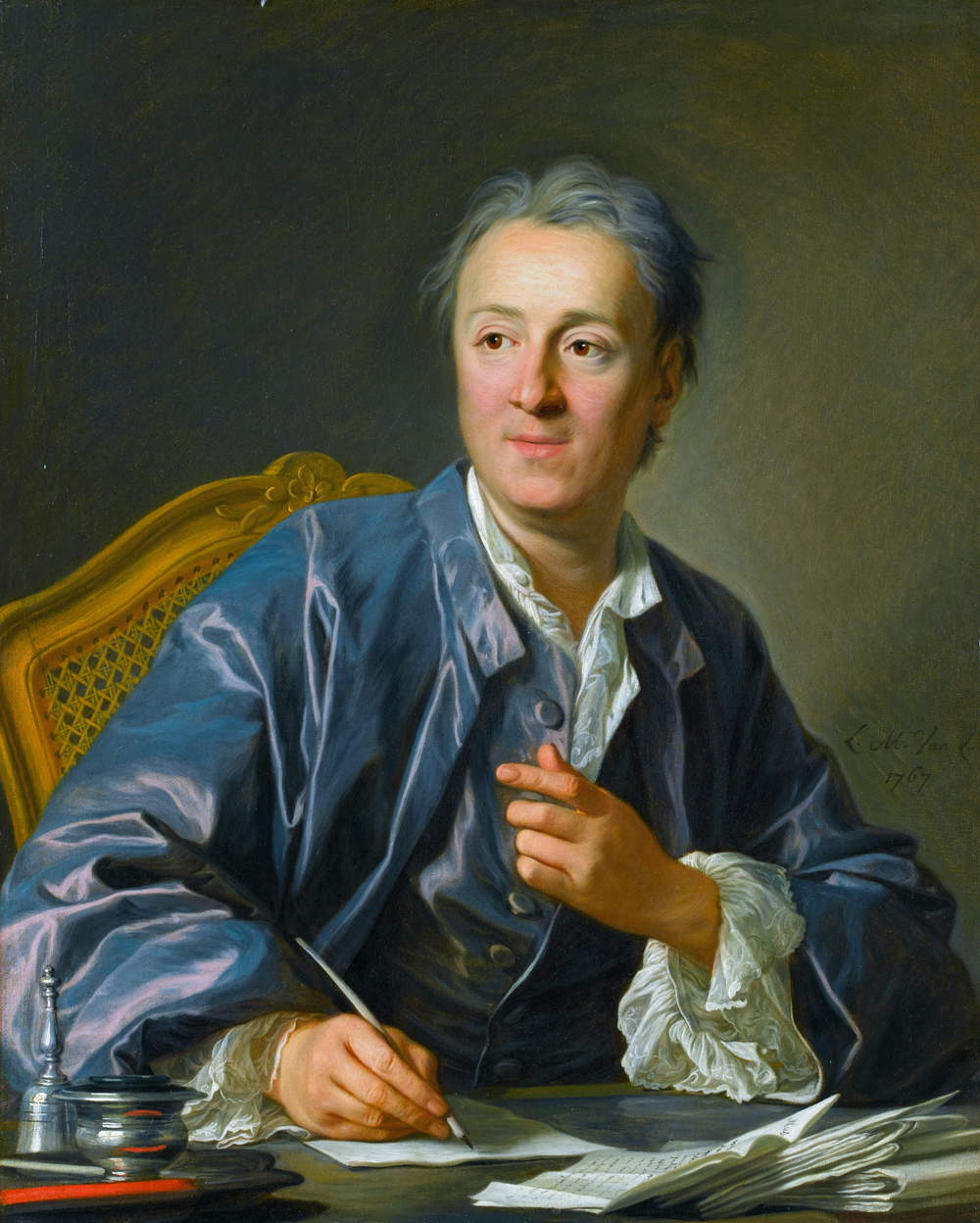
ドゥニ・ディドロ

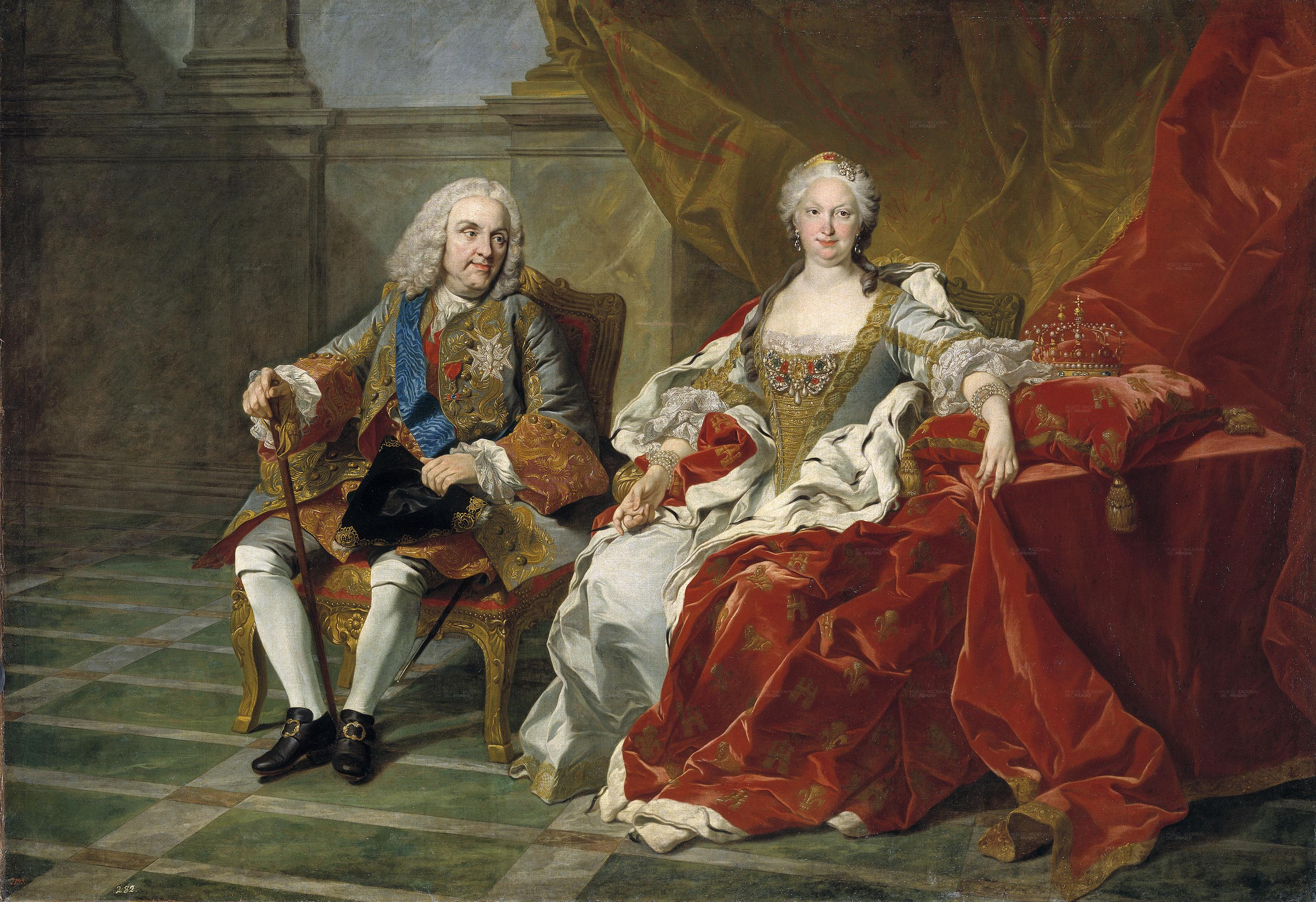
フェリペ5世夫妻 プラド美術館 (1743年以前)
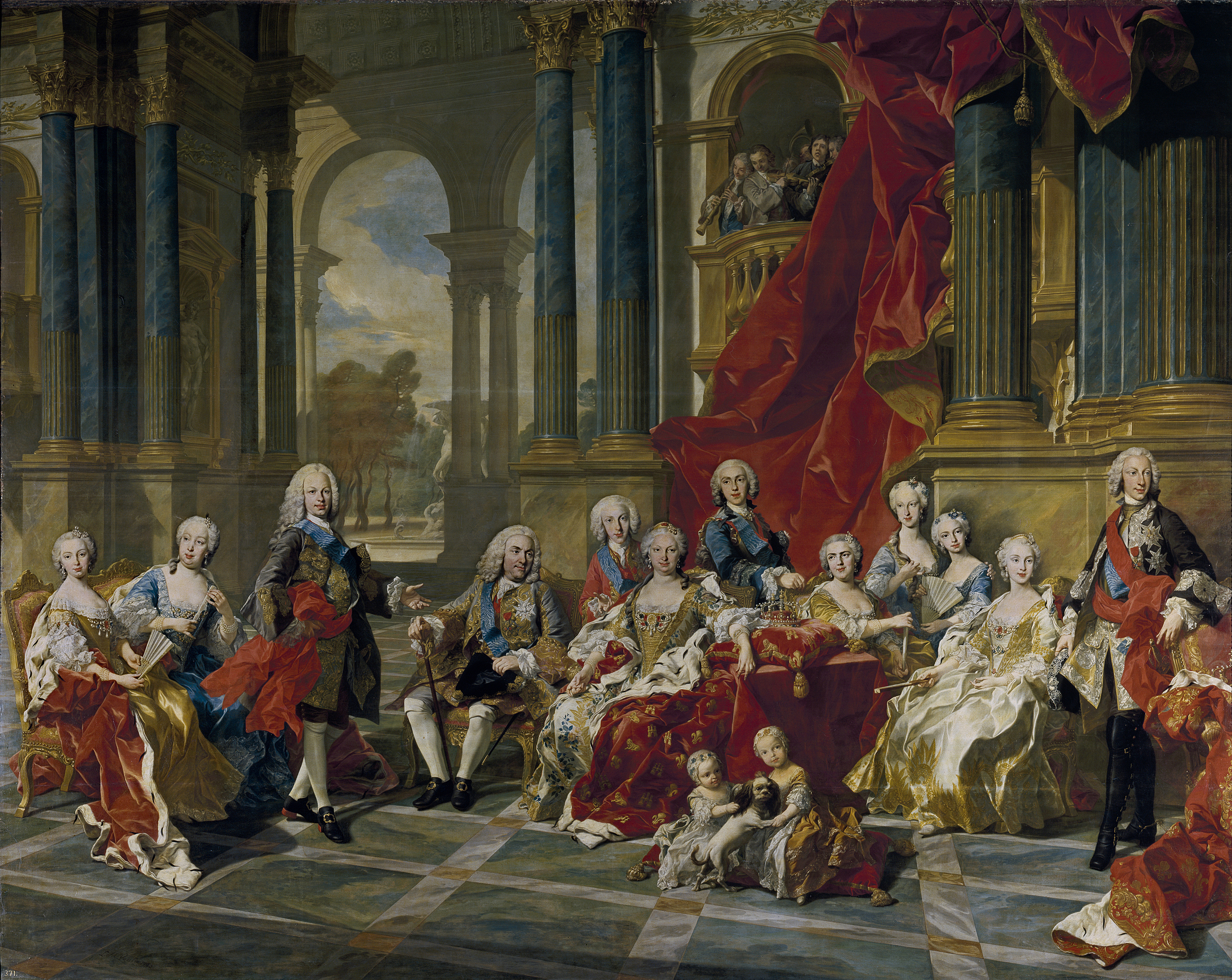
フェリペ5世の家族 プラド美術館 (1743年)
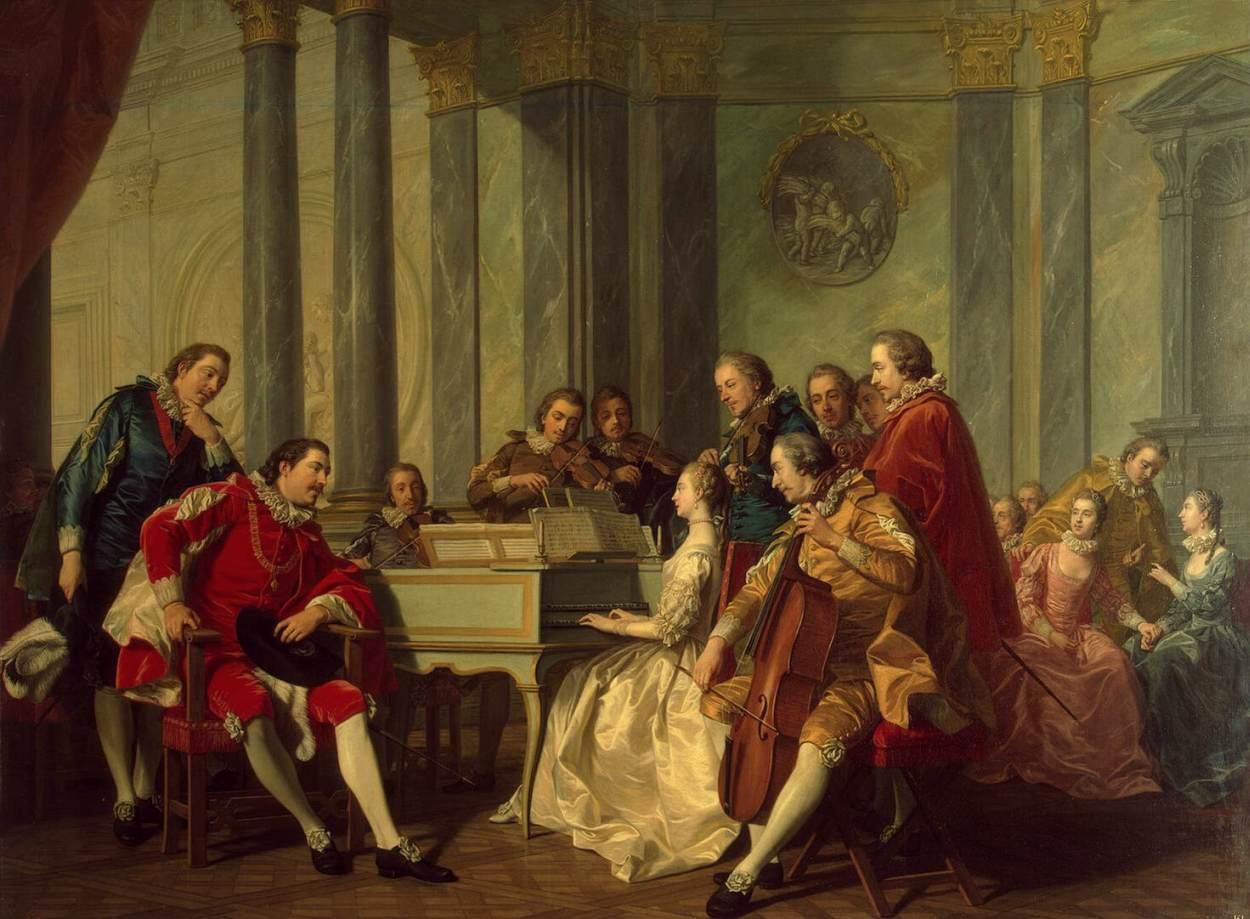